# Die Anstalt – Zurück ins Leben
Die Anstalt – Zurück ins Leben ist eine von der Kölner Produktionsfirma Typhoon produzierte deutsche Fernsehserie, die nach einem Spielfilm 2001, in den Jahren 2002 und 2008 auf dem Sender Sat.1 ausgestrahlt wurde. Es war die erste deutsche Serie, die in einer psychiatrischen Klinik spielt, und sie wurde 2002 aus diesem Grund mit dem Lilly Schizophrenia Award 2002 ausgezeichnet.

## Inhalt
In der Berliner psychiatrischen Klinik Rosental auf der geschlossenen Station P2 sind zahlreiche Patienten mit schweren psychischen und neurologischen Leiden. Immer wieder ereignen sich auf der Station Konflikte und persönliche Schicksale. Die Chefärztin der Klinik, Dr. Constanze von Weyers, versucht stets, für alle das Beste herauszuholen.

## Schauspieler und Rollen
Die folgende Tabelle zeigt die Hauptdarsteller. Daneben waren auch namhafte Gastdarsteller wie Heio von Stetten, Doris Kunstmann, Anne Kanis, Andreas Schmidt, Oliver Bröcker, Lutz Blochberger, Renate Blume, Ina Paule Klink, Rüdiger Kuhlbrodt, Gerd Grasse, Hannes Stelzer, Klaus-Peter Pleßow, Julia Horvath und Katarina Tomaschewsky dabei.
| Schauspieler       | Rolle                    | Episoden |
| ------------------ | ------------------------ | -------- |
| Thomas Huber       | Dr. Peter Baumann        | 27       |
| Katharina Blaschke | Elke Schrader            | 27       |
| John Keogh         | Dr. Patrick Murphy       | 26       |
| Alexander Hauff    | Robert Müller            | 26       |
| Dirk Nocker        | Karl Dombrowski          | 26       |
| Tom Jahn           | Felix Fischer            | 26       |
| Jenny Gröllmann    | Dr. Constanze von Weyers | 25       |
| Jennipher Antoni   | Lena Kowacz              | 25       |
| Emilio De Marchi   | Marco Fiedler            | 24       |
| Günter Junghans    | Erich Schäfer            | 23       |
| Artur Albrecht     | Stefan Paul              | 22       |
| Stefan Kolosko     | Bertram Zacharias        | 22       |
| Yvonne Johna       | Dr. Franziska Braun      | 20       |
| Hildegard Alex     | Marianne Richter         | 15       |
| Yasmina Djaballah  | Amanda Moos              | 12       |
| Boris Ponev        | Armin                    | 12       |
| Daniel Minetti     | Heinrich Bahr            | 11       |
| Henning Peker      | Magnus Uhland            | 10       |

## Episodenliste
| Folge | Titel                                | Ausstrahlung       |
| ----- | ------------------------------------ | ------------------ |
| –     | Die Mutter meines Mannes (Pilotfilm) | 25. September 2001 |
| 1     | Hasenfüße                            | 12. September 2002 |
| 2     | Lena am Fenster                      | 19. September 2002 |
| 3     | Verliebt, verlobt, verrückt          | 26. September 2002 |
| 4     | Das Gutachten                        | 10. Oktober 2002   |
| 5     | Ordnung ist das ganze Leben          | 17. Oktober 2002   |
| 6     | Der ganz normale Wahnsinn            | 24. Oktober 2002   |
| 7     | Karl der Große                       | 31. Oktober 2002   |
| 8     | Fechters Fall                        | 7. November 2002   |
| 9     | Alter Ego                            | 14. November 2002  |
| 10    | It’s my party                        | 21. November 2002  |
| 11    | Verliebt?                            | 28. November 2002  |
| 12    | Hoch soll sie leben                  | 5. Dezember 2002   |
| 13    | Mea culpa                            | 12. Dezember 2002  |
| 14    | Wie frei willst du sein?             | 19. Dezember 2002  |
| 15    | Immer auf die Kleinen                | 6. Januar 2008     |
| 16    | Wundervolle Welt                     | 13. Januar 2008    |
| 17    | Weiße Dame                           | 20. Januar 2008    |
| 18    | Schlechte Verbindung                 | 27. Januar 2008    |
| 19    | Auf den zweiten Blick                | 3. Februar 2008    |
| 20    | Schrecken mit Ende                   | 10. Februar 2008   |
| 21    | Der Besucher                         | 17. Februar 2008   |
| 22    | Bis zum bitteren Ende                | 24. Februar 2008   |
| 23    | Schlaflos in Rosental                | 2. März 2008       |
| 24    | Felix – Der Glückliche               | 9. März 2008       |
| 25    | Hundeleben                           | 16. März 2008      |
| 26    | Narben                               | 30. März 2008      |

## Auszeichnungen
- 2002: Lilly Schizophrenia Award[1]